# Chrysophyllum pauciflorum
Chrysophyllum pauciflorum är en tvåhjärtbladig växtart som beskrevs av Jean-Baptiste de Lamarck. Chrysophyllum pauciflorum ingår i släktet Chrysophyllum och familjen Sapotaceae. IUCN kategoriserar arten globalt som sårbar. Inga underarter finns listade i Catalogue of Life.